# Frankrike
För andra betydelser, se Frankrike (olika betydelser).
Frankrike (franska: [fʁɑ̃s] ( lyssna)), enligt svenskt diplomatiskt protokoll formellt Republiken Frankrike, fast det officiella franska namnet République française (franska: [ʁepyblik fʁɑ̃sɛːz] ( lyssna)) på svenska ordagrant blir Franska republiken, är en republik i Västeuropa.
Frankrike har kust mot Atlanten, Engelska kanalen och Medelhavet. I söder gränsar landet mot Spanien och Andorra, åt öster mot Italien, Monaco och Schweiz, och åt nordost mot Tyskland, Luxemburg och Belgien. Frankrike består även av fem departement utanför Europa (Frankrikes utomeuropeiska departement): Franska Guyana med gräns mot Brasilien och Surinam, ögruppen Guadeloupe och ön Martinique i Västindien samt öarna Réunion och Mayotte öster om Madagaskar. Dessa departement utgör integrerade delar av Republiken Frankrike. Därutöver tillkommer de utomeuropeiska förvaltningsområdena (franska: collectivité d'outre-mer) Franska Polynesien, Saint-Barthélemy, Saint-Martin, Saint-Pierre och Miquelon och Wallis- och Futunaöarna, vilka har mer självstyre. Franska sydterritorierna och Clippertonön utgör utomeuropeiska territorier (franska: territoire d'outre-mer) och båda saknar permanent befolkning. Nya Kaledonien har sui generis-status i Frankrike och är varken ett utomeuropeiskt förvaltningsområde eller departement. Samtliga utomeuropeiska territorier och regioner är associerade med Europeiska unionen. Frankrikes europeiska fastlandsdel brukar sägas ha sex kanter, tre kuster och tre landgränser, och benämns därför ofta "l'hexagone", hexagonen.
Den franska revolutionen gav deklarationen om människans och medborgarens rättigheter, som än idag uttrycker republikens främsta ideal.
Frankrike var en av initiativtagarna till bildandet av Europeiska kol- och stålgemenskapen 1951, som senare utvecklades till Europeiska gemenskapen och Europeiska unionen. Frankrike är medlem av militäralliansen Nato sedan den bildades 1949. Landet är en av de fem permanenta medlemmarna vid säkerhetsrådet i Förenta nationerna, och är en av världens kärnvapenmakter.

## Historia
Dagens Frankrike upptar ungefär samma områden som det de keltiska gallerna bebodde och som under 100-talet f.Kr. kom att bli den romerska provinsen Gallien. Gallerna antog snabbt romarnas språk och kultur. Kristendomen introducerades under perioden 200-300 e.Kr., men Gallien kom därefter att invaderas av germanska stammar, i huvudsak frankerna efter vilka landet fått sitt svenska namn (franskans France kommer i första hand av Île-de-France, de capetingiska kungarnas egendom kring Paris som tidigare kallades Francia och Pays de France).
Karl den stores söner styrde landet fram till 987, då Hugo Capet, frankisk hertig och greve av Paris, lät kröna sig till kung av Frankrike. Den senares ättlingar styrde i sin tur Frankrike till 1792, då den franska revolutionen gjorde landet till en republik efter de omvälvande händelser som inleddes 1789.
1799 tog Napoleon I kontroll över republiken först som förste konsul och sedan som kejsare. Hans arméer utkämpade många krig över hela Europa, erövrade många länder och etablerade ytterligare kungadömen med släktingar till Napoleon på tronen. Efter Napoleons fall 1815 återställdes monarkin i Frankrike, bara för att återigen störtas i och med den andra republiken, som i sin tur avlöstes av Louis-Napoléon Bonaparte, brorson till Napoleon I, som efter att först ha valts till president utropade det andra kejsardömet och sig själv till Napoleon III.
Visserligen hörde Frankrike till segrarmakterna både i första och andra världskriget, men landet led svårt under båda krigen och lyckades aldrig återta sin forna ställning. Samarbetet med den tyska ockupationsmakten under Vichy-tiden blev ett öppet sår och landet omkonstituerades 1946 som den fjärde republiken. Under krisåret 1958 genomförde general Charles de Gaulle i sin tur en omfattande reform som ledde till den femte republiken och dagens stabila presidentiella demokrati.
Under de senaste decennierna har samarbetet mellan Frankrike och Tyskland varit av central betydelse för den ekonomiska integrationen i Europa, och Frankrike har idag en central roll inom Europeiska unionen, inklusive den Ekonomiska och monetära unionen.
Sedan 2010-talet har Frankrike varit hårt drabbat av terrorattentat. Frankrike var även det land som hade flest så kallade IS-resenärer under åren 2011-2016.

## Geografi

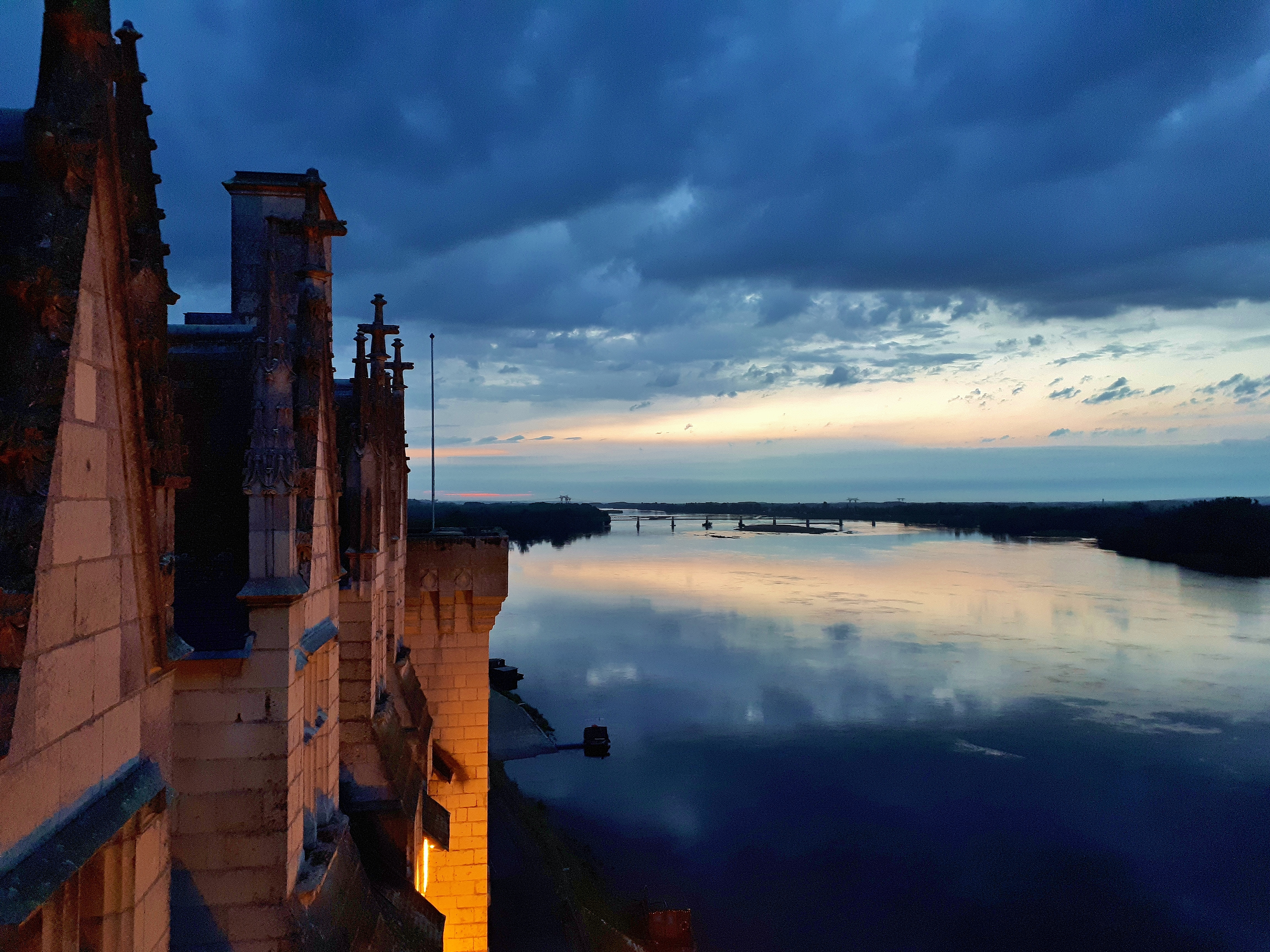
Loire vid Montsoreau, Loiredalen.

Frankrike sträcker sig från Medelhavet till Nordsjön och från Rhen till Atlanten. Det angränsar till Storbritannien, Belgien, Luxemburg, Tyskland, Schweiz, Italien, Monaco, Andorra och Spanien. Utanför moderlandet har Frankrike gemensamma landgränser med Brasilien, Surinam och Nederländerna.
Förutom moderlandet i Västeuropa (la métropole) består Frankrike av territorier i Nordamerika, Karibien, Sydamerika, Indiska oceanen, Stilla havet och Antarktis (anspråken på landområdet i Antarktis erkänns inte av de flesta länder i världen).

### Topografi
Frankrike rymmer landskap av många, mycket varierande slag, från kustslätterna i norr och i väst vid Atlanten och Nordsjön till de stora bergskedjorna, Pyrenéerna i söder och Alperna i öster med Europas högsta bergstopp (utanför Kaukasus), Mont Blanc, 4 810 meter. Inne i landet finns andra bergskedjor som Centralmassivet och Vogeserna. Chaine de Puys i Centralmassivet, ett bergsmassiv med ett 80-tal inaktiva vulkaner, utsågs i juli 2018 till Världsarv.

### Hydrografi
Frankrike delas mellan fyra stora flodsystem varav tre utmynnar i Atlanten. De rinner över det svagt lutande slättlandet i norra och västra Frankrike och deras bördiga flodområden har gjort att landets ekonomiska och politiska medelpunkt hamnat i landets norra delar, vilket kan ses som en starkt bidragande orsak till att Paris blivit landets centrum.
De större franska floderna är:
- Loire - rinner ut i Biscayabukten och vars hela avrinningsområde finns i Frankrike.
- Rhône - föds i Schweiz och inträder i Frankrike via Genèvesjön för att sedan möta Saône vid Lyon och därefter, som enda större franska flod rinna ut i Medelhavet vid Marseille.
- Seine - mynnar ut i Engelska kanalen som enda större flod. Viktiga bifloder är Oise, Marne, Yonne och Aube.
- Garonne - föds i Spanien och passerar den franska gränsen efter bara ett par kilometer och passerar städer som Toulouse och Bordeaux.
- Meuse - föds i Frankrike och rinner ut i Belgien och Nederländerna.
- Rhen - utgör Frankrikes gräns mot Tyskland.

### Klimat
Klimatet i norra Frankrike är svalt och fuktigt medan det i de södra delarna råder ett torrt och hett medelhavsklimat. I området mellan Centralmassivet och Medelhavet återfinns också de legendariska vindarna Mistral och Siroccon. Frankrike är, med undantag för Alperna, förskonat från extrema klimatförhållanden.

### Växt- och djurliv
Frankrikes landskap varierar från Atlantkustens låglänta områden i väster till de snöklädda Pyrenéerna i söder och Alperna i öster. Centralmassivet bryter av den uppodlade landsbygden, medan Korsika erbjuder en unik naturmiljö.
I östra Frankrike dominerar Mont Blanc och stora glaciärer, och Vanoise nationalpark hyser alpstenbock, gems och rovfåglar. Längre söderut möts Medelhavets och Alpernas ekosystem i Le Mercantour nationalpark, där vargpopulationen ökat sedan 1990-talet. Floden Rhône skapar Camargue, ett av Europas mest kända deltan, där flamingor, hägrar och halvvilda hästar lever i våtmarkerna. Centralmassivet, präglat av slocknade vulkaner, är hem för stäpplik fauna och Loireflodens källa. Loire är en av Europas mest värdefulla floder, fri från kraftverksdammar, vilket gynnar lax och havsöring. Girondeestuariet längre västerut hyser den sista europeiska populationen av stör. Pyrenéerna utgör en viktig naturzon med nationalparker och arter som lammgam, murmeldjur och de sista brunbjörnarna i Frankrike. Längre norrut bjuder Bretagnes klippiga kust på viktiga marina ekosystem, med häckande sjöfåglar och stora tidvattenzoner vid Mont-Saint-Michel.
Korsika skiljer sig från fastlandet med sina klippiga kuster och skogar, där unika djurarter som korsikansk nötväcka och mufflonfår lever. I det angränsande Liguriska havet finns Pelagos, ett marint reservat med delfiner, valar och hajar, tack vare det näringsrika ekosystemet som gynnar havslevande arter.

### Naturskydd
Frankrikes nationalparker består av nio skyddade områden, inklusive både fastlandet och utomeuropeiska departement. De täcker över 12 000 km² och skyddar cirka 2 procent av landets yta. Dessa parker, som besöks av över 7 miljoner människor årligen, inkluderar kända områden som Vanoise, Port-Cros och Guadeloupe.

## Styre och politik

### Författning och styre
Frankrikes nuvarande författning kallas femte republiken och antogs vid en folkomröstning den 28 september 1958. Den stärkte den verkställande maktens position gentemot den lagstiftande församlingen och fastställer att presidenten (Président de la République) ska tillsättas genom direkta val för ämbetsperioder på 5 år (ändrades år 2001 från 7 år). Presidentvalet sker i två omgångar. Om ingen kandidat i första omgången fått mer än 50 procent av rösterna, möts de två huvudkandidaterna i en andra valomgång.
Presidentens omfattande befogenheter ska säkerställa statsmaktens stabilitet och statens existens. Bland de viktigaste befogenheterna är rätten att utlysa beslutande folkomröstning och nyval till nationalförsamlingen. Presidenten utser premiärministern och övriga ministrar, är militärens högste befälhavare och är den som undertecknar internationella avtal och beslutar om insättande av kärnvapen. Presidentens ökade befogenheter har gjort att presidentvalet fått mer betydelse än parlamentsvalet, och valdeltagandet till presidentvalet är följaktligen högre.
Frankrikes parlament består av två kamrar, nationalförsamlingen (Assemblée nationale) med 577 ledamöter samt senaten (Sénat) med 348 ledamöter. Nationalförsamlingen tillsätts för femårsperioder genom direkta val i enmansvalkretsar. Den har möjlighet att upplösa regeringen genom misstroendeförklaring. Hälften av de 348 senatorerna (les sénateurs) tillsätts vart tredje år för en period på sex år. Senatorerna har begränsad makt och nationalförsamlingen har alltid sista ordet om oenighet råder mellan de två kamrarna utom i konstitutionella frågor. Regeringen har starkt inflytande över nationalförsamlingens dagordning.

### Administrativ indelning
Frankrike är (år 2015) uppdelat i:

Från januari 2016 är det endast 13 regioner i Egentliga Frankrike

- 27 regioner (régions), 22 inhemska och fem utomeuropeiska. Se Frankrikes regioner.
- 101 departement (départements). Se Frankrikes departement.
- 335 arrondissement (arrondissements). Se Frankrikes arrondissement.
- 2 054 kantoner (cantons), inklusive 59 utomeuropeiska. Se Frankrikes kantoner.
- 36 658 kommuner (communes). Se Frankrikes kommuner.
- 9 villes nouvelles vilket är en indelning som löper parallellt med ovanstående indelningar. Se Ville nouvelle.

Departementen är numrerade och dessa nummer återkommer i de två första siffrorna i postnumret. Departementsnumret angavs tidigare även på vägfordons registreringsskyltar, så som de två sista siffrorna. Detta system, som byggde på att fordonsregistret sköttes av det departement vari fordonet var hemmahörande, är dock nu (2021) på väg att fasas ut och ersättas av ett centralt register varför man på nya registreringsskyltar inte kan utläsa hemdepartementet.
Regioner, departement, arrondissement och kantoner är statliga förvaltningsområden. Regionerna leds av en regional prefekt (préfet de région), vilken också är prefekt för ett av regionens departement. Departementen leds av en prefekt (préfet), utnämnd av regeringen (motsvarar landshövding); arrondissementen leds av en underprefekt (sous-préfet). Kantonerna fungerar huvudsakligen som valkretsar vid valen av regionfullmäktige och departementsfullmäktige. I Paris finns det två prefekter, dels en "vanlig" administrativ prefekt, som tillika är regional prefekt, dels en polisprefekt (préfet de police), som är högste polischef, tillika civilbefälhavare i Paris civilområde (zone de défense de Paris). Polisprefekten utövar sitt ämbete även i departementen Hauts-de-Seine, Seine-Saint-Denis och Val-de-Marne.
Regioner och departement utgör även kommuner med egen beskattningsrätt och direktvalda fullmäktige, conseil régional respektive conseil général, som högsta beslutande organ. Den regionala kommunen och regionfullmäktige leds av en président du conseil régional; den departementala kommunen (motsvarande landstinget) och departementsfullmäktige leds av en président du conseil général.
Kommunernas högsta beslutande organ är ett fullmäktige (conseil municipal) och en av detta utsedd borgmästare (maire), som både är fullmäktiges ordförande och chef för den kommunala förvaltningen. Särskilda förhållanden råder i Paris, Lyon och Marseille, vilkas kommuner är indelade i arrondissements med egna, direktvalda församlingar.
De fyra utomeuropeiska departementen är forna franska kolonier som sedan 1946 åtnjuter samma status som departementen i det europeiska Frankrike (metropolen). De är integrerade delar av republiken Frankrike (och därmed också EU). De utomeuropeiska förvaltningsområdena är avhängiga territorier som även står utanför EU. De styrs ungefär som departementen och invånarna är franska medborgare. Flertalet av dem använder euro, utom Franska Polynesien, Nya Kaledonien och Wallis- och Futunaöarna som har en egen valuta, CFP-franc. Frankrike kontrollerar också ett antal obebodda öar i Indiska oceanen de så kallade Îles Éparses, som tillsammans med Adélieland, Frankrikes anspråk på Antarktis, utgör Franska sydterritorierna.
Dessutom var Frankrike före revolutionen 1789 uppdelat i provinser. Se vidare Frankrikes provinser.

### Politik
Det franska politiska livet hade under de senaste decennierna till 2017 års parlamentsval utmärkts av en polarisering mellan två politisk grupperingar: Vänstern kring Socialistiska partiet och högern kring RPR och dess efterföljare UMP. Extremhögerpartiet FN (Front National) förespråkar "mer lag och ordning" och tuffare invandringspolitik och har sedan början av 1980-talet hamnat på omkring 15 procent av rösterna i valen. Partiet hade även arrangerat stora strejker i Paris under senare år.
Socialisten François Hollande tog i maj 2012 över som Frankrikes president efter konservativa Nicolas Sarkozy, som kom till makten 2007.
François Hollande blev 2017 den första president under den femte republiken som inte ställde upp för återval. Presidentvalet 2017 ägde rum den 23 april. Den 7 maj vann den 39-årige obundna mittenpolitikern Emmanuel Macron valets andra omgång mot högerpopulisten Marine le Pen, med 66,10 procent av rösterna.
I juni 2017 fick Macrons nya parti egen majoritet i Frankrikes parlament medan socialistpartiet närmast försvann. Macrons nya parti La République En Marche, LREM, fick 308 av de 577 platserna i parlamentet. Socialistiska partiet (PS) led ett historiskt nederlag, med bara 29 platser mot 280 under förra mandatperioden. Det största konservativa partiet var Republikanerna (tidigare Union pour un mouvement populaire, UMP) med 104 platser. År 2018 bytte Front National (Nationella fronten) sitt namn. Nu heter partiet Rassemblement National RN (Nationell samling).
Emmanuel Macron tog en klar seger i presidentvalet 2022. Macron var den första franska presidenten på 20 år att bli återvald. 

### Internationella relationer
Frankrikes första diplomatiska beskickning grundades 1522 när en delegation sändes till Schweiz. Idag har Frankrike världens näst största nätverk av beskickningar, överträffat bara av USA. Trots att Frankrikes kolonialvälde upplöstes efter andra världskriget är Frankrike fortfarande en betydande internationell aktör. Landet är en av de fem permanenta medlemmarna av FN:s säkerhetsråd, medlem av G7 såväl som en av grundarna av Nato, OECD och Europeiska unionen.

#### Internationella organisationer
Frankrike är medlem i bland annat:
- OECD
- Europeiska unionen
- Nato
- Schengensamarbetet
- Organisationen för säkerhet och samarbete i Europa
- Europarådet
- Latinska unionen
- G7

### Försvar
Frankrikes försvar utgörs av:
- Frankrikes försvarsmakt (Forces armées françaises), leds av chefen för försvarsstaben (le Chef d'état-major des armées), som är regeringens militäre rådgivare och högste ansvarig för försvarsmaktens operationer och beredskap.
- Försvarets materielverk (Direction Générale de l'Armement)
- Försvarets förvaltningsverk (Secrétariat Général pour l'Administration)

Försvarsmakten delas i sin tur in i de fyra försvarsgrenarna armén (Armée de Terre), marinen (Marine Nationale), flygvapnet (Armée de l’Air) och gendarmeriet (Gendarmerie Nationale). Vid sidan av försvarsgrenarna intar försvarsmaktens sjukvårdstjänst (Service de Santé des Armées) och försvarsmaktens drivmedelstjänst (Service des Essences des Armées) en självständig och försvarsgrensövergripande ställning.
Högste befälhavare för det franska försvaret är republikens president. Under honom har regeringen och försvarsministern det politiska ansvaret för försvaret. Försvarsmakten är sedan 2001 en yrkesarmé. Den består av 347 903 soldater i aktiv tjänst och 81 229 civilanställda (2003). Därtill kommer reservanställda soldater.
Frankrike är en kärnvapenmakt och förfogar över luftburna och ubåtsburna robotar med sammanlagt cirka 350 kärnstridsspetsar. Frankrike var den fjärde staten som fick kärnvapen. En del av landets forskare hade deltagit i Manhattanprojektet vilket gav Frankrike en start att utveckla sin egen kärnvapenarsenal. I början försökte Frankrike utveckla kärnvapen tillsammans med Italien och Västtyskland men Charles de Gaulle ville att franska arsenalen skulle vara självförsörjande. Ett första kärnvapenprov ägde rum i Algeriet år 1960. Efter Algeriets självständighet började Frankrike prova sina kärnvapen i Franska Polynesien.. Mellan 1966 och 1996 testade landet 193 kärnbomber på atollerna Moruroa och Fangataufa. Kärnvapenproven har lett till meningsskiljaktigheter mellan franska staten och Franska Polynesiens invånare som har krävt gottgörelse från staten.
Franska främlingslegionen grundades av kungen Ludvig Filip år 1831 för att bli av med schweiziska och tyska legosoldater som stannade i Paris genom att skicka dem till Algeriet för att stödja franska armén där. I dagens läge är legionen en elitenhet av Frankrikes försvarsmakt fast det finns fortfarande några gamla traditioner: soldaterna i legionen svär eden till legionen själv, inte till den franska republiken..

#### Armén

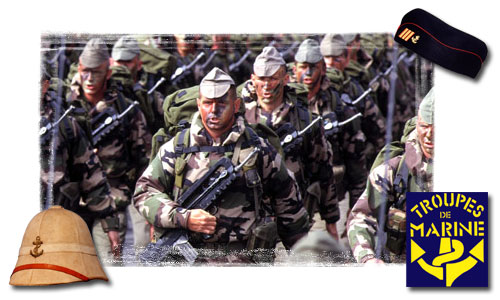
Marintrupper paraderar med FAMAS i hand

- Stridande förband: 70 bataljoner, även 2 bataljoner i den fransk-tyska brigaden
- Underhållsförband: 18 bataljoner

Arméns militära personal utgörs av 131 039 soldater.

#### Marinen
- Ytstridsförband: 72 fartyg, 12 200 sjömän
- Ubåtsförband: 10 ubåtar, 3 800 sjömän
- Marinflyg: 152 flygplan, 6 800 sjömän
- Marininfanteri: 1 700 soldater

Marinens militära personal utgörs av 44 595 soldater och sjömän.

#### Flygvapnet

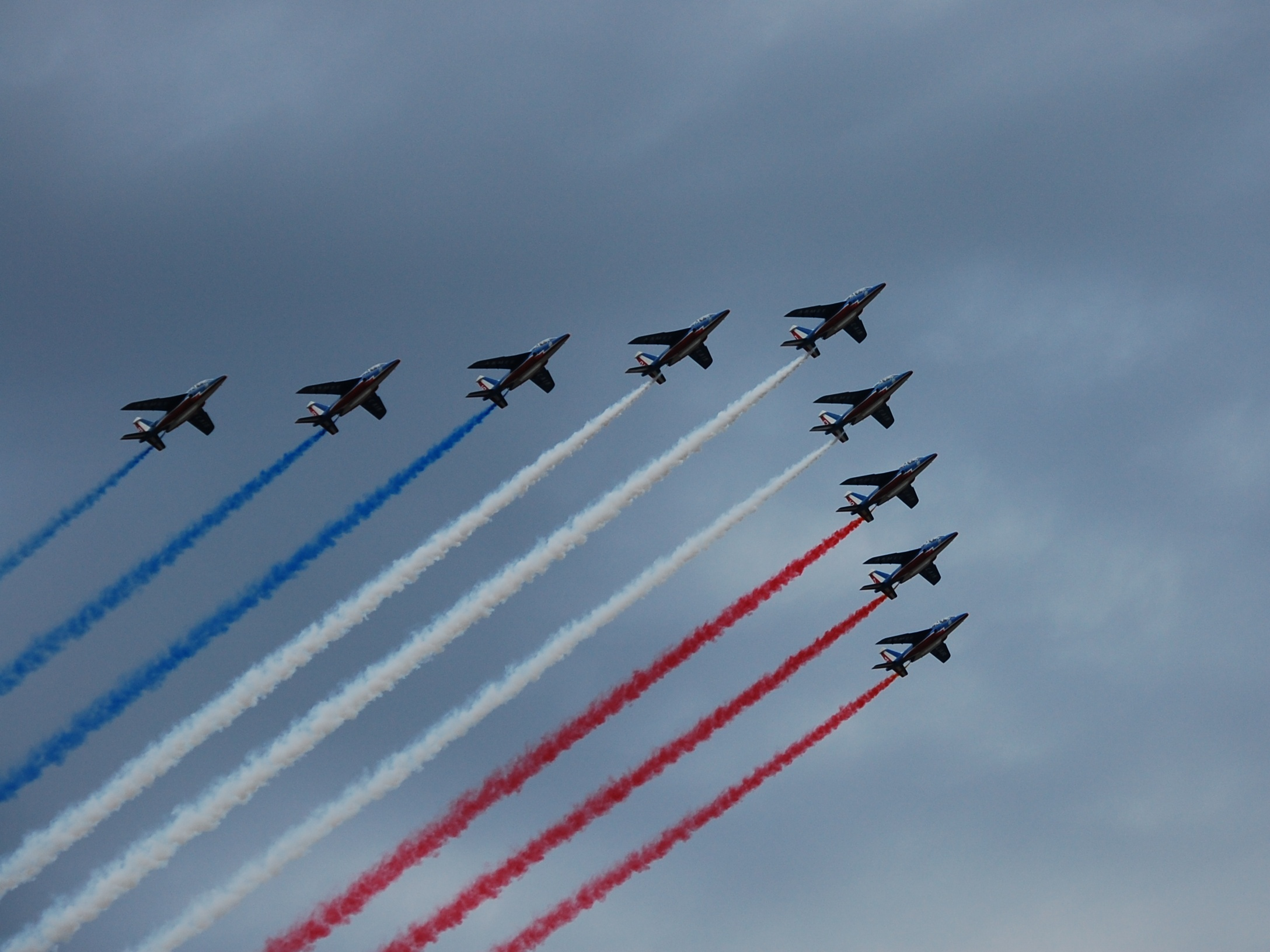
Flyguppvisning i Paris på nationaldagen

- Strategiska flygstridskrafter (kärnvapenbärare): 90 flygplan, 2 300 soldater
- Flygstridskrafter: 310 flygplan, 5 900 soldater
- Transportflyg: 100 flygplan
- Flygbasjägare: 5 300 soldater

Flygvapnets militära personal utgörs av 63 664 soldater.

#### Gendarmeriet
Gendarmeriet är en militär polisstyrka, verksam framför allt på landsbygden och i mindre städer; i större städer finns la Police Nationale. Gendarmeriets uppgifter är desamma som för italienska Carabinieri och spanska Guardia Civil. Det territoriella gendarmeriet bestod 2008 av 1 124 lokala gendarmeristationer, 370 utryckningsplutoner, 271 hundpatruller, 92 länskriminalenheter, 383 kriminalenheter, 14 helikopterenheter, sju flodpolispatruller, 26 sjöpolispatruller, 93 trafikpolisskvadroner, 136 trafikpolisplutoner och 37 specialenheter för ungdomsbrottslighet.
Det mobila gendarmeriet bestod 2008 av 123 skvadroner. I Parisområdet finns ett högre mobilt gendarmeriförband, med fyratusen polissoldater i sex bataljoner, däribland gendarmeriets pansarbataljon och gendarmeriets specialförband. Det franska gendarmeriet hade 2006 cirka 105 000 anställda. Av dessa var 103 000 militärer och 2 000 civilanställda.[källa behövs]

#### Sjukvårdstjänsten

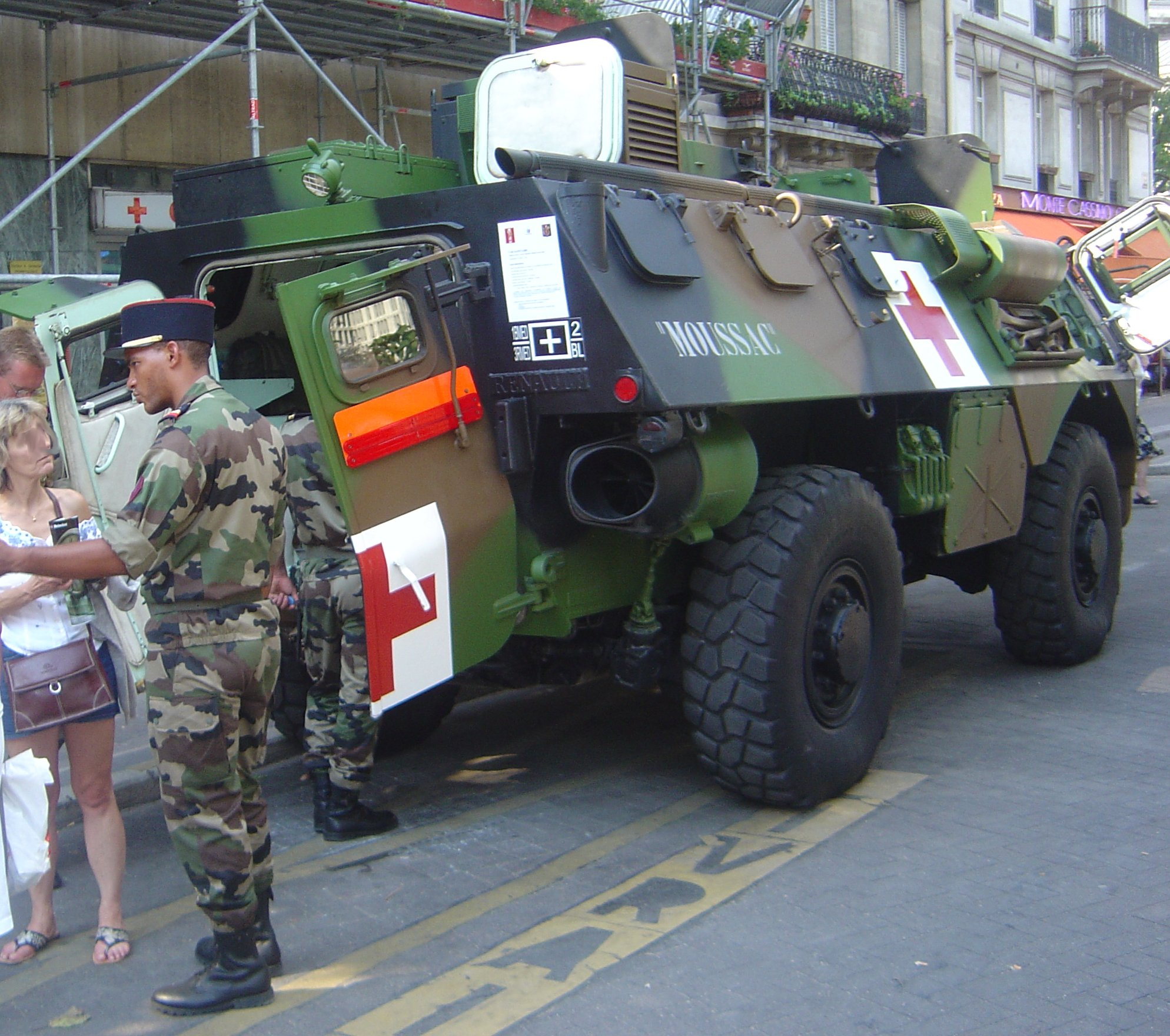
Sjukvårdstjänstens stridsfordon

Sjukvårdstjänsten, service de santé, är en särskild försvarsgren inom de väpnade styrkorna. Den omfattar bland annat:
- 9 undervisningssjukhus
- 1 sjukvårdscentrum
- 2 skolor
- 4 forskningscentraler

Sjukvårdstjänstens personal utgörs av 12 431 personer, varav 7 559 militärer.[källa behövs]

#### Drivmedelstjänsten
Drivmedelstjänstens personal utgörs av 2 444 personer, varav 1 255 militärer.[källa behövs]

## Ekonomi och infrastruktur

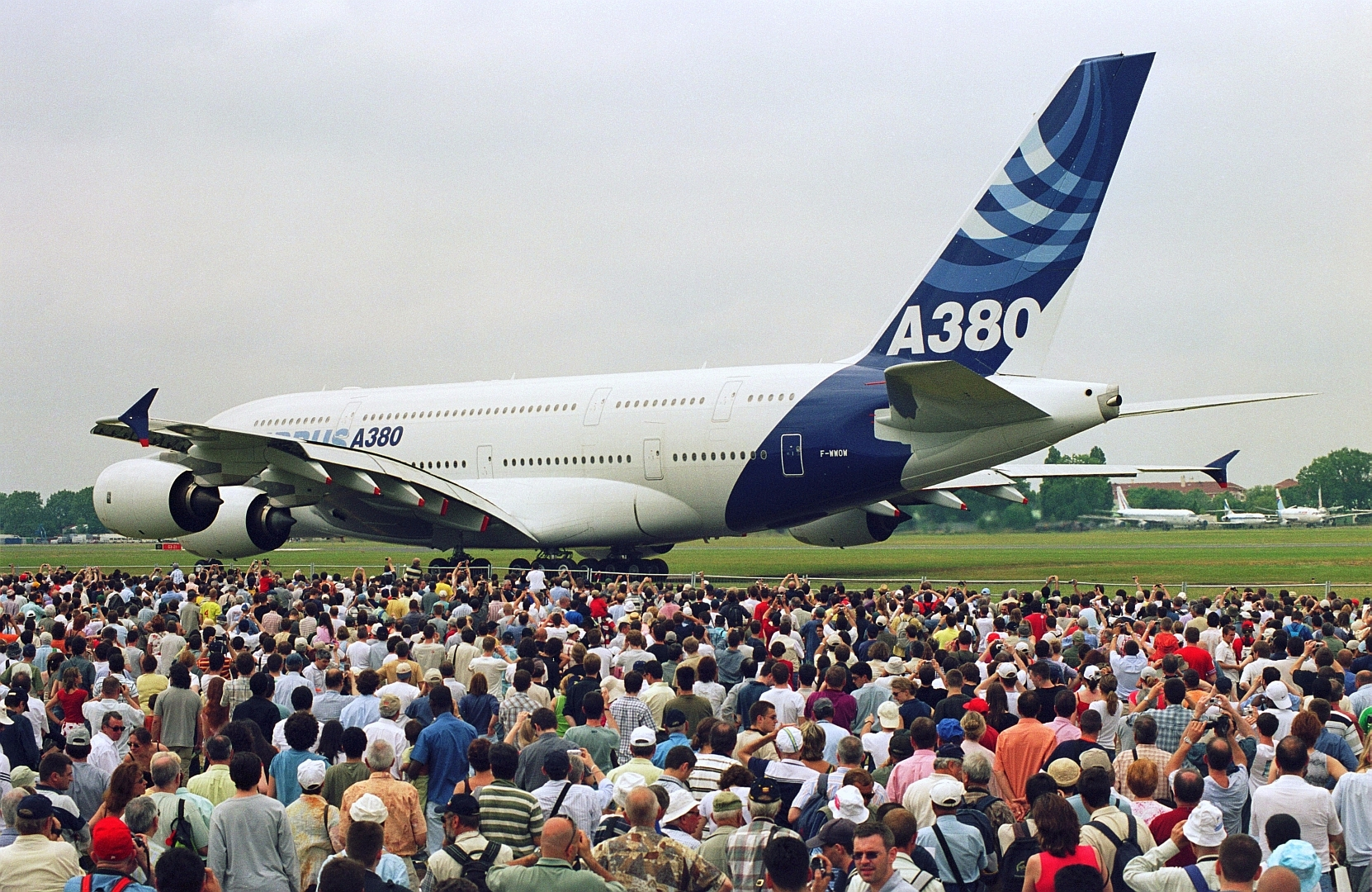
Flygplanet Airbus A380 ställs ut i Paris 2005.

Efter andra världskriget närmade sig Frankrike stegvis Tyskland såväl politiskt som ekonomiskt och de två länderna betraktas ofta som duon som leder den europeiska integrationen inom Europeiska unionen. Inom det europeiska samarbetet har Frankrike varit drivande alltsedan tillkomsten av Kol- och stålunionen 1952. 

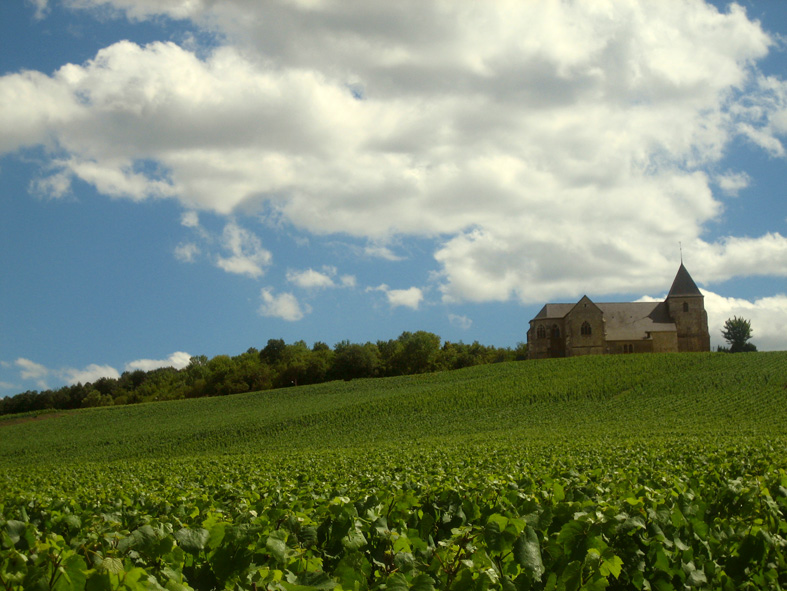
Frankrike är en av världens största vinproducenter.

Frankrike gick med i EMU 1999, Frankrike sjösatte euron tillsammans med tio andra medlemmar 1 januari 1999 och i början av 2002 ersatte euromynt och -sedlar helt den franska francen. men landets välfärdssystem har varit kostsamt för staten, vilket har gjort att landet har fått kämpa för att hålla sig inom ramarna för EMU:s regler. Staten har behövt ta lån för att täcka budgetunderskotten vilket i sin tur har lett till att utlandsskulden ibland har kommit upp till två tredjedelar av landets BNP. Detta har skapat problem i tillväxten i ekonomin och regeringens handlingsutrymme.
BNP-tillväxten år 2000 låg på ca 4 procent, men eftersom Frankrike kom in med mer tillväxt än många andra euroländer, försämrades ekonomin drastiskt. 2001 låg BNP-tillväxten på 2 procent, och 2002 var den nere i 1,3 procent. Till slut hamnade Frankrike på ett budgetunderskott över 3 %. Landet hade alltså överstigit gränsen för vad de och andra EMU-länder tidigare satt regler kring gällande budgetunderskott, vilket gjorde att EU-kommissionen hotade landet med böter.
Enligt OECD hade Frankrike 2003 störst andel utländska investeringar (räknat i procent) före USA och Belgien. Frankrike var då en av världens sju mest industrialiserade länder som producerade minst andel koldioxid. Levnadsstandarden i Frankrike är alltså mycket hög.[källa behövs]
Under 2005 föll index i det franska näringslivet från 104,8 till 102,2, och den franska exporten sjönk inom alla sektorer utom livsmedelssidan. Landet återhämtade sig dock vid samma period, men trots detta var landets BNP näst lägst i eurozonen år 2005. År 2007 försämrades ekonomin i Frankrike igen och under 2008 drabbades landet återigen av en lågkonjunktur på grund av finanskrisen i övriga Europa och världen. Arbetslösheten i landet ökade och den franska bilindustrin försämrades. Regeringen satsade då på investeringar i den offentliga sektorn, stöd till bilindustrin och skatteländer och lån till banker och företag. År 2009 krympte ekonomin i Frankrike med ca 2,7 procent, men vid årets slut hade tillväxten vänt och 2010 var BNP ökad med ca 1,5 procent. Däremot växte inte ekonomin mer på grund av trögheten i världsekonomin.
Vid presidentvalet 2012 jobbade Frankrike hårt med att få ner sitt budgetunderskott till EU:s gräns på 3 procent. Deras tillväxt var så låg som 0,4 % och statsskulden låg på 90 % av BNP. Det var alltså viktigt för Frankrike att öka landets tillväxt samtidigt som man skulle minska statsskulden. François Hollande föreslog en åtstramningspolitik med högre skatter för de rika, storföretag, banker och oljebolag, vilket han i valet vann på.
När Frankrike gick med i EMU 1999, låg deras BNP på 1400 miljarder dollar och 2012 hade BNP ökat till 2600 miljarder dollar, vilket blev en ökning av BNP med 86 %. År 2014 var BNP-tillväxten nästintill oförändrad.

### Arbetsmarknad och partsrelationer
Frankrike tillhör länderna med en hög andel konflikter på arbetsmarknaden. I stort sett saknas strejkfonder, varför strejkerna i allmänhet blir korta och kompletteras av demonstrationer i överensstämmelse med den franska traditionen av revolutioner och protester (1789, 1830, 1848, 1871, 1930-talets Folkfront och 1968). Ett sätt att förlänga strejkerna är genom återkommande korta strejker (ofta bara en dag) och demonstrationer, till exempel i pensionsfrågan. Ofta riktar sig protesterna just mot den statliga politiken. 
Den fackliga organisationsgraden i Frankrike är omkring 10 procent. Det finns flera fackliga centralorganisationer såsom CGT, CFDT och FO. Genom allmängiltigförklaring omfattar kollektivavtalen cirka 98 procent av de franska löntagarna. Minimilönelagstiftningen har stor betydelse för löneutvecklingen. Den franska statsreglerade arbetsmarknadsmodellen kontrasterar starkt mot den svenska partsmodellen.

### Näringsliv
Frankrike kan definieras som en utpräglad blandekonomi (économie mixte) med en hög andel offentligt ägande inom ekonomin, en av de högsta inom OECD. Den franska ekonomin är en av världens högst utvecklade och är starkt inriktad på högteknologi. Den räknas som världens femte största efter USA, Kina, Japan och Tyskland.
Det franska näringslivet har på ett genomgripande sätt bytt struktur efter andra världskriget. Jordbruket var tidigare huvudnäring men sysselsätter numera bara omkring 7 % av invånarna medan cirka 30 procent arbetar i industrin och över 60 % i tjänstesektorn. 
Det råder stora regionala skillnader inom både jordbruket och industrin och det ekonomiska välståndet är ojämnt fördelat. Öster om en linje från Le Havre vid Engelska kanalen till Marseille i Sydfrankrike (som kallas Le Midi) finner man huvuddelen av industrin och en hög levnadsstandard; i landets fattigare centrala och sydvästra delar dominerar småföretag, hantverk och småbrukare. Många fransmän är dock missnöjda med den starka centralstyrningen från Paris och på senare tid har man försökt flytta produktionen och skapa nya centra för ekonomisk tillväxt.[källa behövs]
Den franska ekonomin är en kombination av marknadsekonomi och stark men avtagande statlig inblandning. Stora områden med bördig mark, användningen av modern teknik och subventioner har tillsammans gjort Frankrike till Västeuropas ledande jordbruksnation. Den franska ekonomin är en av världens starkaste. 
Vid sidan av verkstadsindustri (varv, biltillverkning), expanderande högteknologisk produktion (flygplan, telekommunikationer och annan elektronik) och kemisk industri behåller traditionella näringsgrenar och hantverksprodukter en stark ställning (livsmedel, glas och porslin, textil- och modevaror, parfym och kosmetika). 

#### Jord- och skogsbruk, fiske
Jordbruket är till stor del mekaniserat. Drygt 1/3 av ytan är uppodlad, klimat och jordmån är gynnsamma och Frankrike är en av Europas och världens ledande jordbruksproducenter. Överskottsproduktionen skapar problem och den växande konkurrensen på EU:s marknad har väckt kraftiga protester från uppretade franska bönder. Vete dominerar spannmålsproduktionen, men man odlar också majs, korn och råg. Andra produkter är potatis och sockerbetor, frukt och grönsaker (Normandie och Bretagne, Loiredalen, Provence). Som vinproducent är Frankrike ledande (Bordeaux, Bourgogne, Beaujolais, Roussillon, Champagne med flera vindistrikt). Boskapsskötseln (Bretagne, Normandie och bergstrakterna) ger kött och mejerivaror av hög kvalitet. Atlant- och nordsjöfisket är betydande. En specialitet är ostronodlingen på västkusten.[källa behövs]

#### Energi och råvaror
Genom sitt kärnkraftsprogram är Frankrike också det land med högst grad av självförsörjning i Västeuropa.
Den traditionella franska järn- och stålindustrin i norr och nordost grundade sig på områdets malm och stenkolsbrytning. Här har den internationella stålkrisen slagit hårt och gruvor och järnverk har dragit ned driften eller slagit igen. Förutom järnmalm bryts bland annat bauxit (mineralet har namn efter orten Les Baux i Provence); Frankrike är Europas främsta producent av bauxit som används vid aluminiumtillverkning. Det finns en del olja och naturgas (i sydväst) och gott om vattenkraft. Frankrike har ett fyrtiotal kärnkraftverk (flest i Europa). Vid Saint-Malo i Bretagne har man anlagt ett stort tidvattenverk. 

#### Industri
Frankrike har, bland annat till följd av en kraftfull statlig dirigering under efterkrigstiden, utvecklats till en av Europas ledande industrinationer med en högteknologisk produktion som ligger i främsta linjen. 
Frankrike har också en ledande rymdindustri och är en av två europeiska nationer som har en nationell rymdhamn, nämligen Centre Spatial Guyanais i Franska Guyana i Sydamerika (den andra europeiska nationen är Sverige med Esrange).[källa behövs]
Den franska staten äger en stor del av landets infrastruktur och är huvudägare i flera järnvägs-, elektricitets-, flygindustri- och telekommunikationsföretag men har sedan början av 1990-talet alltmer släppt sin kontroll över dessa sektorer. Staten har bit för bit sålt sina andelar i franska företag som France Telecom, Air France och i andra försäkrings-, försvars- och bankföretag.

#### Turism
Turismen har stor ekonomisk betydelse; man räknar med omkring 30 milj. utländska besökare per år (bland annat till Paris, slotten i Loiredalen, badorterna på Rivieran (franska Côte d'Azur, "azurblå kusten") och Alpernas vintersportorter. Det traditionsrika franska köket lockar många turister.
Frankrike lockar årligen 79 miljoner turister, vilket är betydligt fler än vad som bor i landet, och gör landet till världens populäraste turistdestination framför Spanien (51,7 miljoner) och USA (41,9 miljoner) enligt Världsturismorganisationen (WTO).[källa behövs]
Turisterna lockas av städer av stort kulturellt intresse, bad- och skidorter, idylliska landskap och världsmetropolen Paris.

### Handel
Under 1990-talet fick utrikeshandeln i Frankrike ett uppsving tack vare EU:s inre marknad. Då var exporten större än importen. Däremot har landet fått mer import än export sedan 00-talet på grund av bland annat beroendet av oljeimporten.
Enligt Världshandelsorganisationen var Frankrike 2003 världens femte största varuexportör efter USA, Tyskland, Japan och Kina och den fjärde största importören efter USA, Tyskland och Kina.
Import av varor och tjänster uppmätt i procent av Frankrikes BNP låg på 21 % 1994 och 28 % 2010. Vid samma tid låg export av varor och tjänster uppmätt i procent av landets BNP på 22 % respektive 25 %.
Framåt 2013 var det fortfarande problem för Frankrikes ekonomi. Det var dyrare för dem att producera bilar, stål och elektronik (som är stora exportkällor i Frankrike) än vad det var i Asien och övriga Europa. Detta ledde till en minskad export. År 1999 stod Frankrike för 7 % av den globala exporten, men 2013 hade den sjunkit till 3 %.

### Infrastruktur

#### Transporter

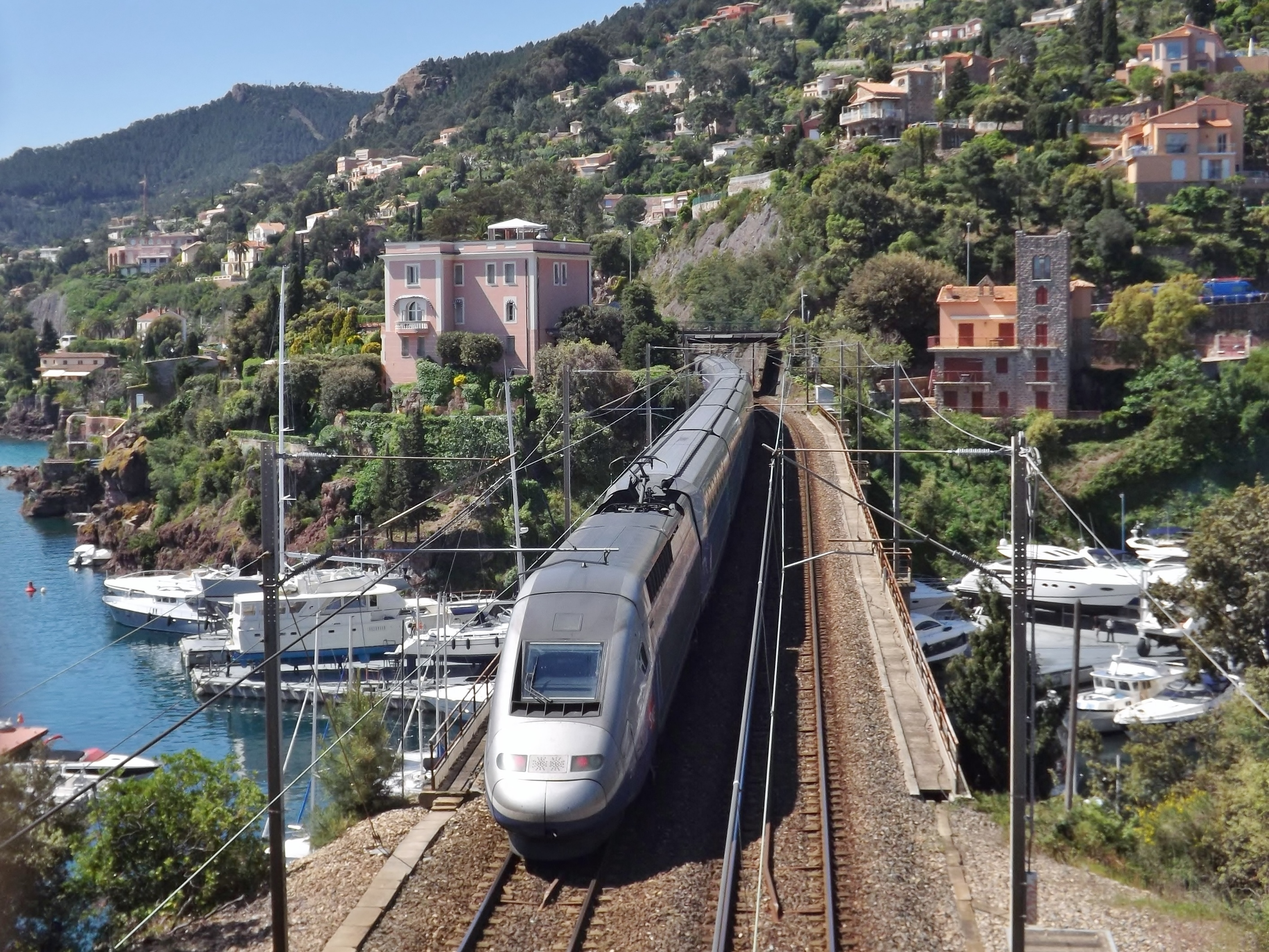
Höghastighetståget TGV i södra Frankrike.

Frankrikes största flygbolag är Air France, som flyger till destinationer inom Frankrike, i Europa och i övriga världen. Den största flygplatsen är Paris-Charles de Gaulle flygplats utanför Paris. Flygplatsen är en av de största i Europa och en viktig bytespunkt.
Tågtrafiken är väl utbyggd och konkurrerar med flyget på många sträckor. Trafiken är inte avreglerad (fastän sådana förslag finns) och drivs framförallt av statliga SNCF. Höghastighetståget TGV är populärt på sträckor som Paris-Lyon.
Tåg går från Paris till andra europeiska städer som London och Bryssel. Historiskt har Paris även varit en av de centrala stationerna för Orientexpressen.
Frankrike har ett av de största vägnäten i världen. Det motsvarar cirka 800 000 kilometer varav 7 100 kilometer är motorväg. Merparten av Frankrikes motorvägar, sett till kilometerantal, är betalmotorvägar med vägtullar. Dessa vägar ägs och drivs av statliga eller privatägda företag. Under slutet av 1990-talet och början av 2000-talet minskade den franska staten gradvis sitt ägande i sådana bolag. Frankrike har högertrafik. [källa behövs]

#### Post, telefoni och Internet
Frankrike låg länge efter andra utvecklade länder men är nu på väg att komma i kapp och bredbandsutbyggnaden går i full fart.

#### Utbildning och forskning

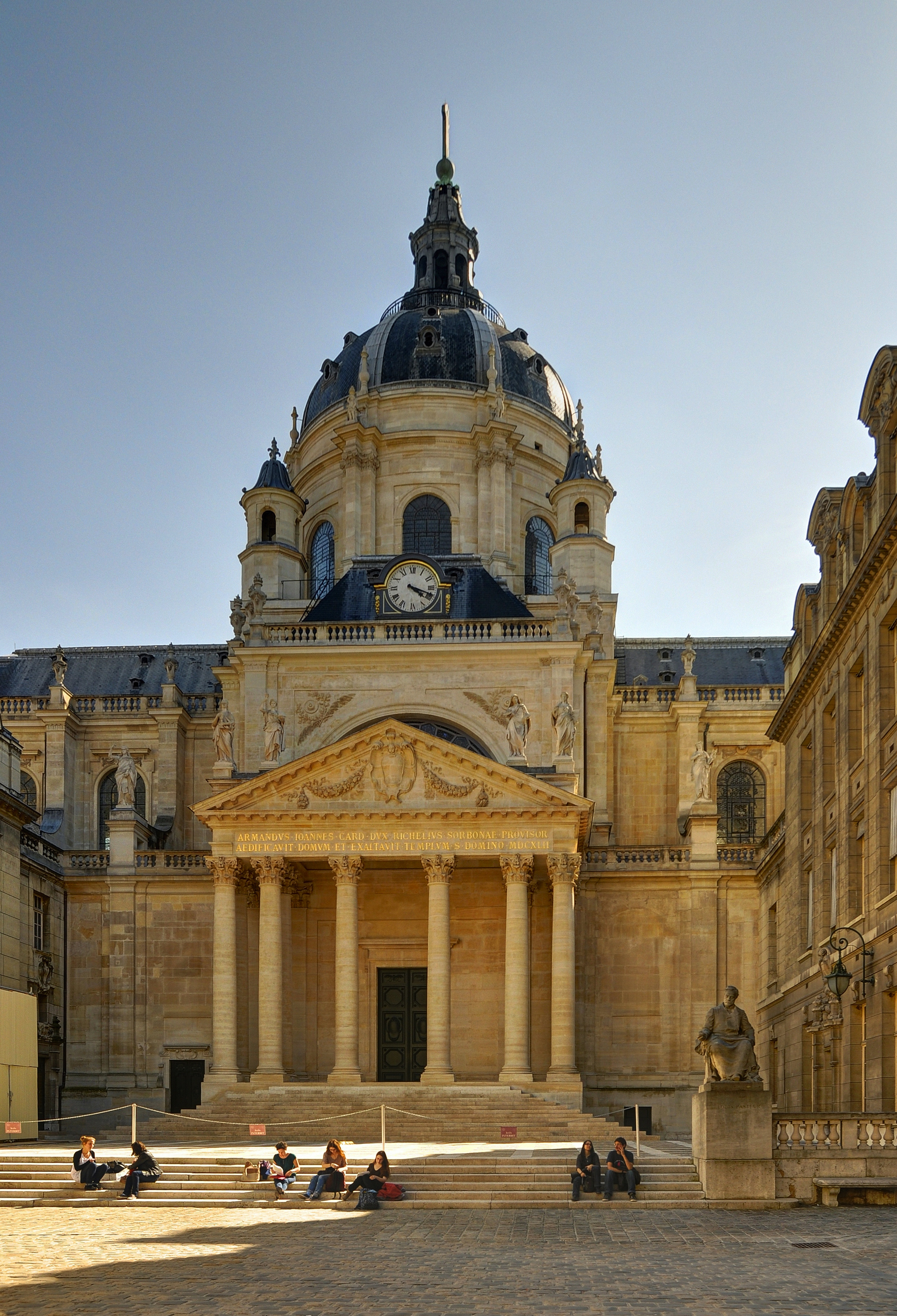
Paris universitet, grundat på 1100-talet som ett av världens äldsta universitet, splittrades i 13 olika oberoende statliga universitet efter majrevolten. I bild universitetsbyggnaden Sorbonne.

Med begreppen école primaire (grundskolan) avses perioden école maternelle och école élémentaire, medan second degré eller secondaire brukar användas för collège och lycée, motsvarigheten till Sveriges gymnasium.
I Frankrike börjar den obligatoriska skolan vid sex års ålder, men från tre års ålder (ibland även två år) fram till sex års ålder finns den frivilliga école maternelle som är öppen för alla barn boende i Frankrike, och en överväldigande del av barnen tar del av undervisningen. Vid sex års ålder övergår man till école élémentaire varefter collège följer, där man går tills man är 15 år.[källa behövs]
Därefter kommer lycée, där man studerar under åldrarna 15-18 år, varefter man kan söka vidare till écoles préparatoires, förberedande skolor för högre studier, alternativt direkt till universitet och högskolor.
Fransk högre utbildning har en rik tradition som sträcker sig tillbaka till Medeltiden. I huvudstaden blev Paris universitet, som grundades på 1100-talet, ett av världens äldsta och viktigaste institutioner för högre utbildning och akademisk forskning. Här promoverades de första doktorerna i teologiska och humanistiska ämnen.
Franska revolutionen i slutet av 1700-talet medförde ett uppsving för nischade grandes écoles, högskolor – ofta militärt, tekniskt eller statsvetenskapligt inriktade – som sedermera växte i prestige efter sin roll i den expansiva franska efterrevolutionära militärapparaten.
Efter majrevolten 1968 splittrades Paris universitet i 13 oberoende statliga universitet.

## Befolkning

### Demografi
Frankrike kännetecknas av att ha gått igenom den demografiska transitionen betydligt tidigare än flera av sina grannländer, som Storbritannien och Tyskland, vilket bland annat ledde till att landet länge hade störst folkmängd i Europa. Men under 1800-talet, då Europas befolkning flerdubblades, ökade Frankrikes knappt med hälften. Till skillnad från många andra europeiska länder var utvandringen till USA obetydlig och Frankrike är sedan länge ett invandrarland. Världskrigen, framför allt det första världskriget, satte ett djupt jack i landets befolkningspyramid. Efter andra världskriget var optimismen stor och barnafödandet sköt i höjden; en period som brukar kallas le Baby Boom ("babyboomen"). Därefter sjönk barnafödandet något fram till det var babyboomgenerationens tur att skaffa egna barn.[källa behövs]

#### Större städer
| De största städerna (invånare år 2012, inklusive förorter):) | De största städerna (invånare år 2012, inklusive förorter):) |
| ------------------------------------------------------------ | ------------------------------------------------------------ |
| Stad                                                         | Invånarantal                                                 |
| Paris                                                        | 12,3 miljoner                                                |
| Lyon                                                         | 2,3 miljoner                                                 |
| Marseille + Aix-en-Provence                                  | 1,7 miljoner                                                 |
| Toulouse                                                     | 1,3 miljoner                                                 |
| Lille                                                        | 1,2 miljoner                                                 |
| Bordeaux                                                     | 1,1 miljon                                                   |
| Nice                                                         | 1 miljon                                                     |
| Nantes                                                       | 0,9 miljoner                                                 |
| Strasbourg                                                   | 0,8 miljoner                                                 |
| Rennes                                                       | 0,7 miljoner                                                 |

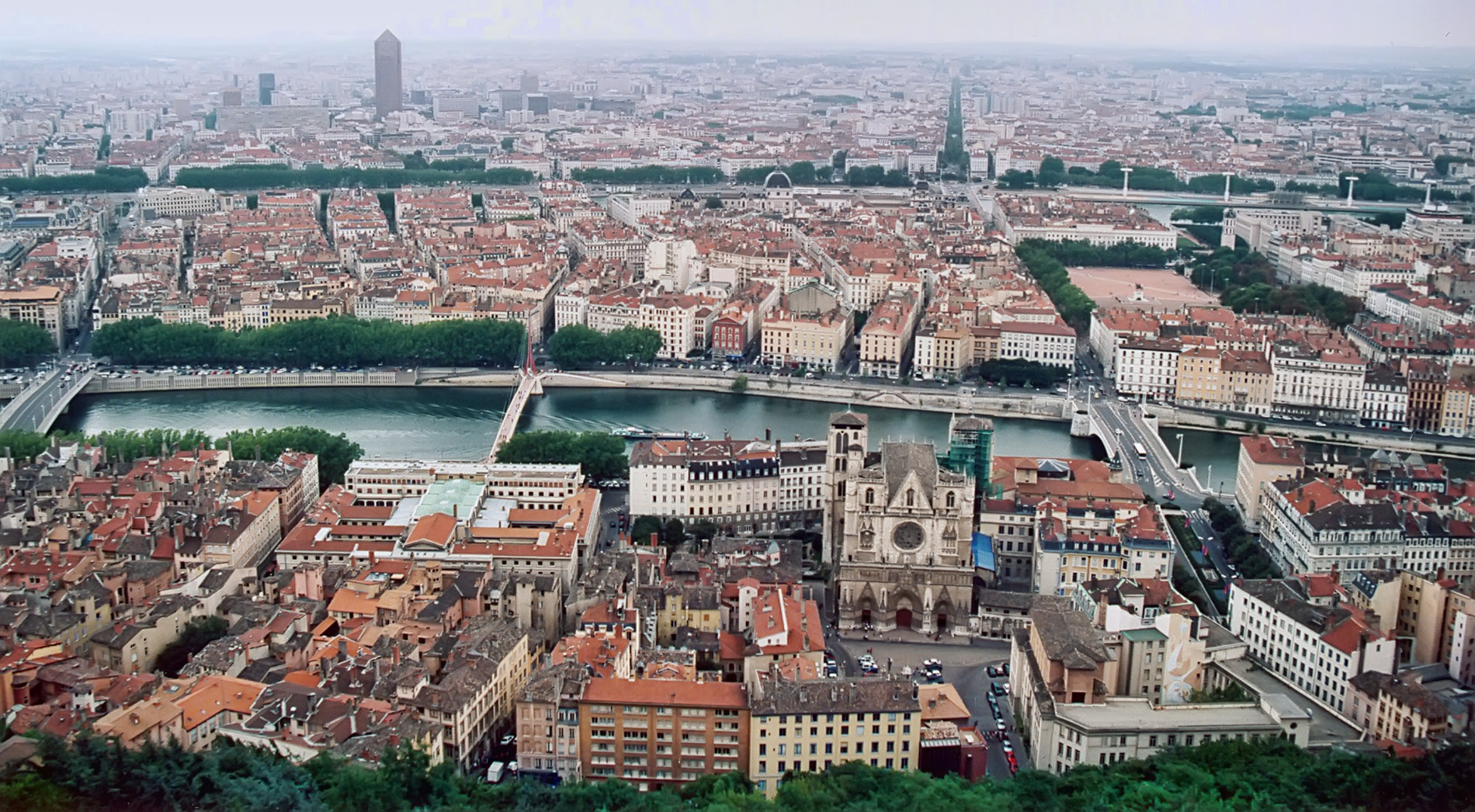
Lyon är Frankrikes näst största stad, efter huvudstaden Paris.

Frankrikes större eller kulturellt betydande städer är: Ajaccio, Amiens, Angers, Bastia, Besançon, Brest, Caen, Cannes, Clermont-Ferrand, Dijon, Grenoble, Le Havre, Lens, Limoges, Metz, Montpellier, Nancy, Nîmes, Orléans, Pau, Perpignan, Poitiers, Reims, Rouen, Saint-Étienne, Toulon, Tours.

### Språk

Karta över Frankrikes regionala språk och dialekter.

De flesta fransmän (88 %) talar franska som modersmål, vilket också är Frankrikes officiella språk. Noterbara regionala språk är, occitanska (provençalska), korsikanska, frankoprovensalska, bretonska, katalanska, baskiska, nederländska (flamländska) och alsatiska (en tysk dialekt). Det största invandrarspråket är arabiska, mer specifikt den nordvästafrikanska dialekt som kallas maghrebarabiska.
I franska territorier talas olika polynesiska språk, arawakspråk eller kreolspråk men franska språket är det enda officiella språket. I maj 2021 lovade president Macron stöd för dem nationella minoritetsspråken men nekade ett lagförslag som skulle ha möjliggjort att använda dessa minoritetsspråk som undervisningsspråk i skolor. Också Frankrikes högsta domstolen argumenterade för detta och refererade till grundlagen som säger att statens enda officiella språk är franska.
I den franska skolan är vanligtvis engelska första främmande språk (ej obligatoriskt, men över 90 procent av eleverna väljer engelska) och de flesta eleverna läser spanska, tyska eller italienska som tredje språk, varav spanska är det vanligaste och tyska det näst vanligaste.[källa behövs]

### Religion
År 2009 var 64 procent av befolkningen katoliker, 4 procent muslimer, 3 procent protestanter.
Sedan 1905 har Frankrike en lagstiftning som skiljer på kyrka och stat och som erkänner religionsfriheten.
Den katolska kyrkan hade länge ett betydande inflytande över franskt samhällsliv. I Frankrike utvecklades klosterlivet och landets medeltida katedraler är monument över den katolska kyrkans makt och centrala position. Efter blodiga religionskrig fick de franska protestanterna (hugenotterna) religionsfrihet genom Ediktet i Nantes 1598. Under 1600-talet tog kungamakten och hovet kyrkans män i sin tjänst: kardinalerna Richelieu och Mazarin ledde landets öden. Franska revolutionen vände sig mot kyrkan liksom mot övriga privilegierade grupper. Under Napoleon stärktes protestanternas ställning. Efter kyrkliga strider bröts 1905 banden mellan kyrkan och staten. Det moderna Frankrike är till stor del ett sekulariserat samhälle. Omkring 3 procent av invånarna (mest nordafrikaner) bekänner sig till islam.
Enligt statistiken från 2020 var Frankrikes största religioner kristendomen, islam, judendom och buddhism. Antalet som inte hör till någon organiserad religion är 20 830 000..

## Kultur
Fransk folkkultur har sin grund i den galliska med inflytande efter invasioner från exempelvis romare, franker, germaner och vikingar. Dessutom finns minoriteter av icke-assimilerade kulturer, exempelvis basker, bretoner och tyskar. Detta ger framträdande skillnader mellan det nordliga Frankrike med keltisk och germansk prägel, och det sydliga präglat av medelhavskultur. Landet kan indelas efter dryck, med vin i söder, cider i nordväst och öl i nordöst. I söder finns mer romersk prägel, vilket är tydlig inom exempelvis bondgårdars planlösning och olivodling. I norr finns mer tysk prägel, något som kan ses på gårdstyper och att man i högre grad brukar smör istället för olivolja.
Frankrike har varit ett ledande kulturland i tusen år.[källa behövs] Utvecklingen har varit rik och samtidigt enhetlig, vilket inte hindrat att djärva nyskapelser ständigt har skett på alla kulturens områden.

### Konstarter

#### Bildkonst
Frankrikes konsthistoria sträcker sig från förhistoriska grottmålningar till modern tid, med betydande bidrag under olika epoker. Under forntiden skapades grottmålningarna i Lascaux, daterade till cirka 15 000 år sedan, som avbildar djur som hästar och bisonoxar med stor detaljrikedom. Under antiken påverkades den galliska konsten av romerska influenser, särskilt efter att romarna införlivade Gallien i sitt rike. Betydande romerska byggnadsverk som templet Maison Carrée i Nîmes och akvedukten Pont du Gard vittnar om denna period. 
Under medeltiden utvecklades den romanska och gotiska konsten, med katedraler som Notre-Dame i Paris som framstående exempel. Dessa byggnader kombinerade arkitektur med skulptur och glasmåleri för att skapa helhetsverk som speglade tidens religiösa hängivenhet. Renässansen introducerade klassiska ideal i fransk konst, vilket ledde till en ökad realism och humanism i målningar och skulpturer. Under 1600-talet blomstrade barocken, med konstnärer som Nicolas Poussin som betonade rörelse och dramatik i sina verk. 
Rokokon under 1700-talet kännetecknades av elegans och dekorativa element, medan 1800-talet såg framväxten av romantiken, realismen och impressionismen, med konstnärer som Claude Monet som pionjärer. Under 1900-talet bidrog Frankrike till modernismens utveckling, med rörelser som fauvism och kubism, där konstnärer som Henri Matisse och Georges Braque spelade centrala roller. 

#### Arkitektur
Frankrikes arkitektur har utvecklats genom olika epoker, var och en med sina unika stilar och influenser. Under medeltiden dominerade romansk och gotisk arkitektur, vilket resulterade i imponerande katedraler som Notre-Dame de Paris och katedralen i Reims. Dessa byggnader kännetecknas av sina höga valv, stora rosettfönster och detaljerade skulpturer.
Renässansen introducerade klassiska element i fransk arkitektur, med fokus på symmetri och proportioner. Detta följdes av barocken, som betonade prakt och ornamentik, vilket kan ses i slott som Versailles. Under 1800-talet blev nyklassicismen populär, inspirerad av antikens Grekland och Rom.

#### Film
Frankrike har en rik filmhistoria och anses vara filmens födelseland. Pionjärer som bröderna Lumière skapade världens första filmer, medan Émile Cohl producerade den första animerade filmen. Georges Méliès och Alice Guy-Blaché var också framstående i att experimentera med filmteknik. Under mellankrigstiden utmärkte sig regissörer som Abel Gance, Marcel Pagnol, René Clair och Jacques Feyder. 1930-talet präglades av den poetiska realismen med filmskapare som Jean Vigo, Jean Renoir, Julien Duvivier och Marcel Carné.
Begreppet "auteur" myntades i Frankrike på 1950-talet, vilket betonade regissörens kreativa kontroll. Den franska nya vågen på 1960-talet, med regissörer som Jean-Luc Godard och François Truffaut, var en betydande rörelse som påverkade filmens utveckling.
Idag har Frankrike Europas största filmindustri sett till antalet sålda biljetter. För att skydda den nationella kulturen finns lagar som kräver att en viss andel av filmerna som visas på TV är franska, och utländska filmer dubbas ofta till franska.

### Traditioner

#### Helgdagar och högtider
| - Långfredagen - jul - Jungfru Marie himmelsfärd, 1638– - Annandag påsk, 1801– - Alla helgons dag, 1801– - Kristi himmelsfärdsdag, 1801– - Nyårsdagen, 23 mars 1810– - Frankrikes nationaldag, 1880– - Annandag pingst, 8 mars 1886–2004 - Vapenstilleståndsdagen, 1922– - Första maj, 29 april 1948– - Segerdagen i Europa, 1953– Denna lista hämtas från Wikidata. Informationen kan ändras där. |

I Frankrike firas flera nationella helgdagar som har både religiösa och historiska betydelser. Året inleds med nyårsdagen den 1 januari, då det nya året välkomnas. Under våren följer en rad kristna högtider, såsom annandag påsk (Lundi de Pâques) den 10 april, Kristi himmelsfärdsdag (Ascension) den 18 maj och annandag pingst (Lundi de Pentecôte) den 29 maj.
Den 1 maj firas arbetarrörelsens dag, Fête du Travail, medan den 8 maj markerar firandet av slutet på andra världskriget i Europa (Victoire 1945). Sommaren kulminerar med Frankrikes nationaldag, Fête Nationale, den 14 juli, som firas med festligheter, parader och fyrverkerier. Den 15 augusti hedras Jungfru Marias himmelsfärdsdag (Assomption).
Under hösten uppmärksammas Alla helgons dag (Toussaint) den 1 november, följt av vapenstilleståndsdagen den 11 november (Armistice 1918), som minns slutet på första världskriget. Året avslutas med julfirandet den 25 december, som är en tid för familj och traditioner.

#### Matkultur

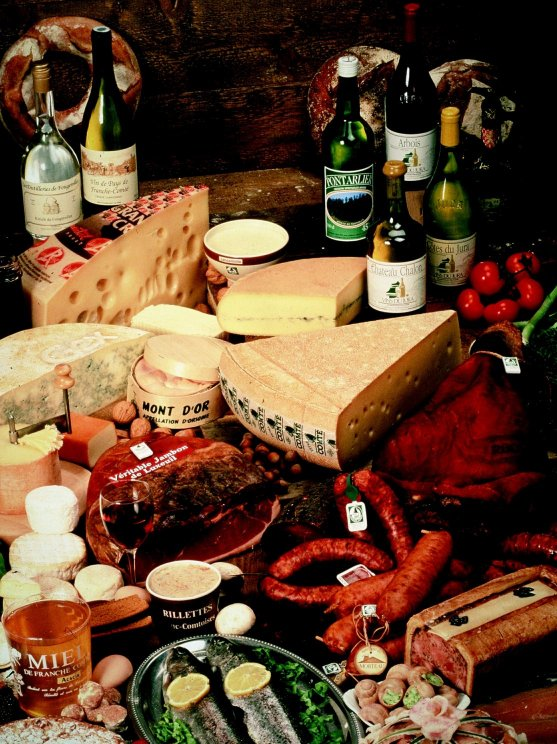
Franska ostar, korv, viner och andra matvaror. Det franska köket är världsberömt.

Det franska köket har utvecklats över århundraden och påverkats av sociala och politiska förändringar. Under medeltiden var det känt för extravaganta banketter med rikt dekorerade och kryddstarka rätter, tillagade av kockar som Guillaume Tirel. Efter franska revolutionen minskade användningen av kryddor till förmån för örter och mer raffinerade matlagningsmetoder, ledda av kockar som François Pierre La Varenne. Dessa metoder vidareutvecklades senare av Marie-Antoine Carême.
På 1900-talet definierades det franska köket av Auguste Escoffier, vilket ledde till den moderna versionen av haute cuisine. Escoffiers arbete fokuserade dock mindre på regionala särdrag. Gastronomisk turism och Michelinguiden bidrog senare till att lyfta fram regionala och borgerliga maträtter samt influenser från etniska minoriteter, exempelvis det baskiska köket i sydvästra Frankrike.
Ingredienser och rätter varierar mellan regioner, med många lokala specialiteter som blivit nationellt erkända. Ost och vin är centrala inslag i den franska kosten, med många varianter skyddade under ursprungsbeteckningen Appellation d'origine contrôlée (AOC). Det franska köket anses vara grunden för många västerländska matkulturer och dess principer lärs ut i kulinariska utbildningar världen över.
I november 2010 upptogs det franska köket på Unescos lista över immateriella kulturarv, vilket var första gången ett lands gastronomi erkändes som världsarv.

### Idrott
- Frankrikes herrlandslag i fotboll
- Sportfäktning
- Parkour
- Skateboard
- Tour de France

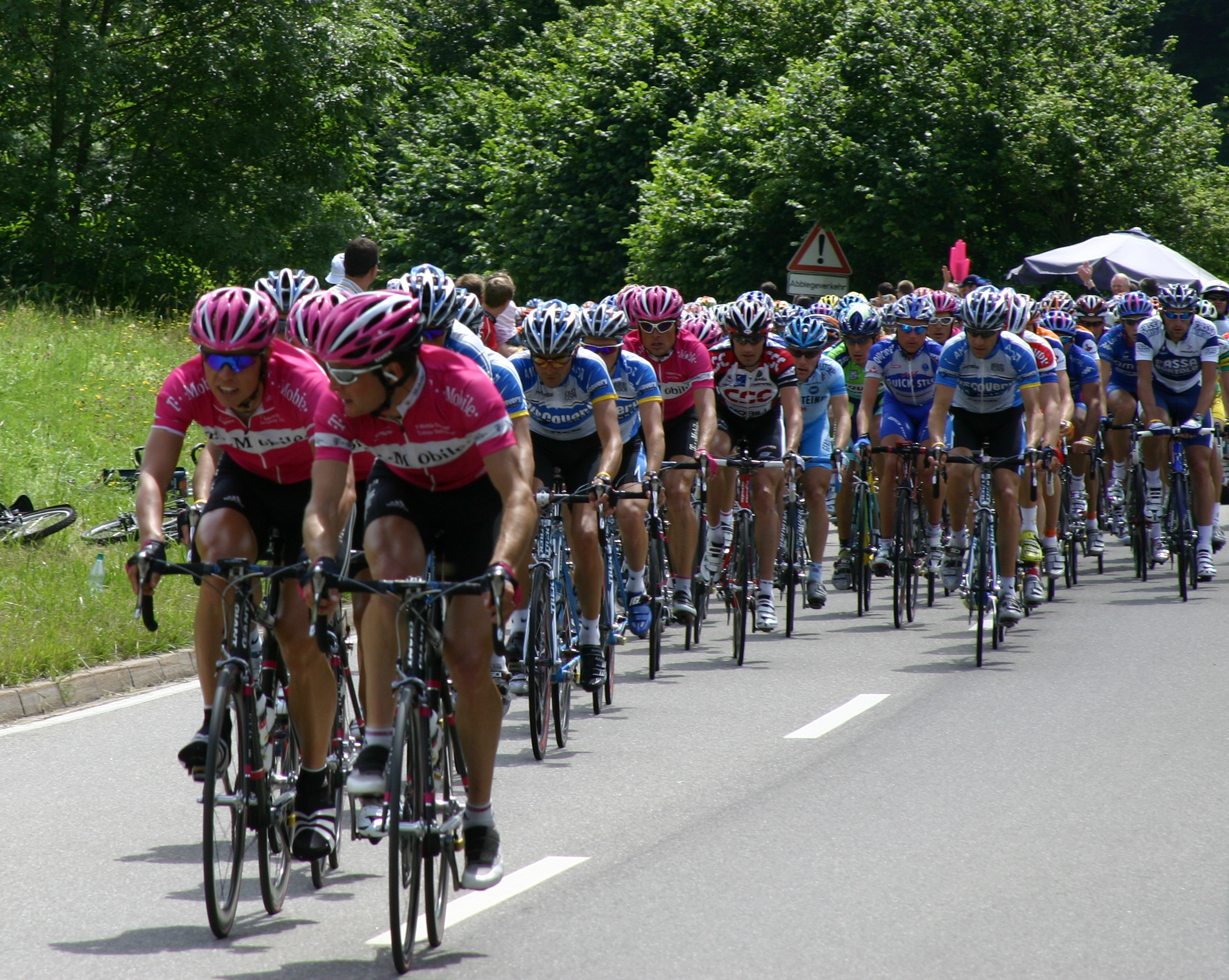
Tour de France.

- Prix d'Amérique och det franska vintermeetinget

## Internationella rankningar
| Organisation                                | Undersökning                   | Rankning  |
| ------------------------------------------- | ------------------------------ | --------- |
| Heritage Foundation/The Wall Street Journal | Index of Economic Freedom 2019 | 71 av 180 |
| Reportrar utan gränser                      | Pressfrihetsindex 2019         | 32 av 180 |
| Transparency International                  | Korruptionsindex 2018          | 21 av 180 |
| FN:s utvecklingsprogram                     | Human Development Index 2018   | 26 av 189 |